# ルーマニアンマクラメ

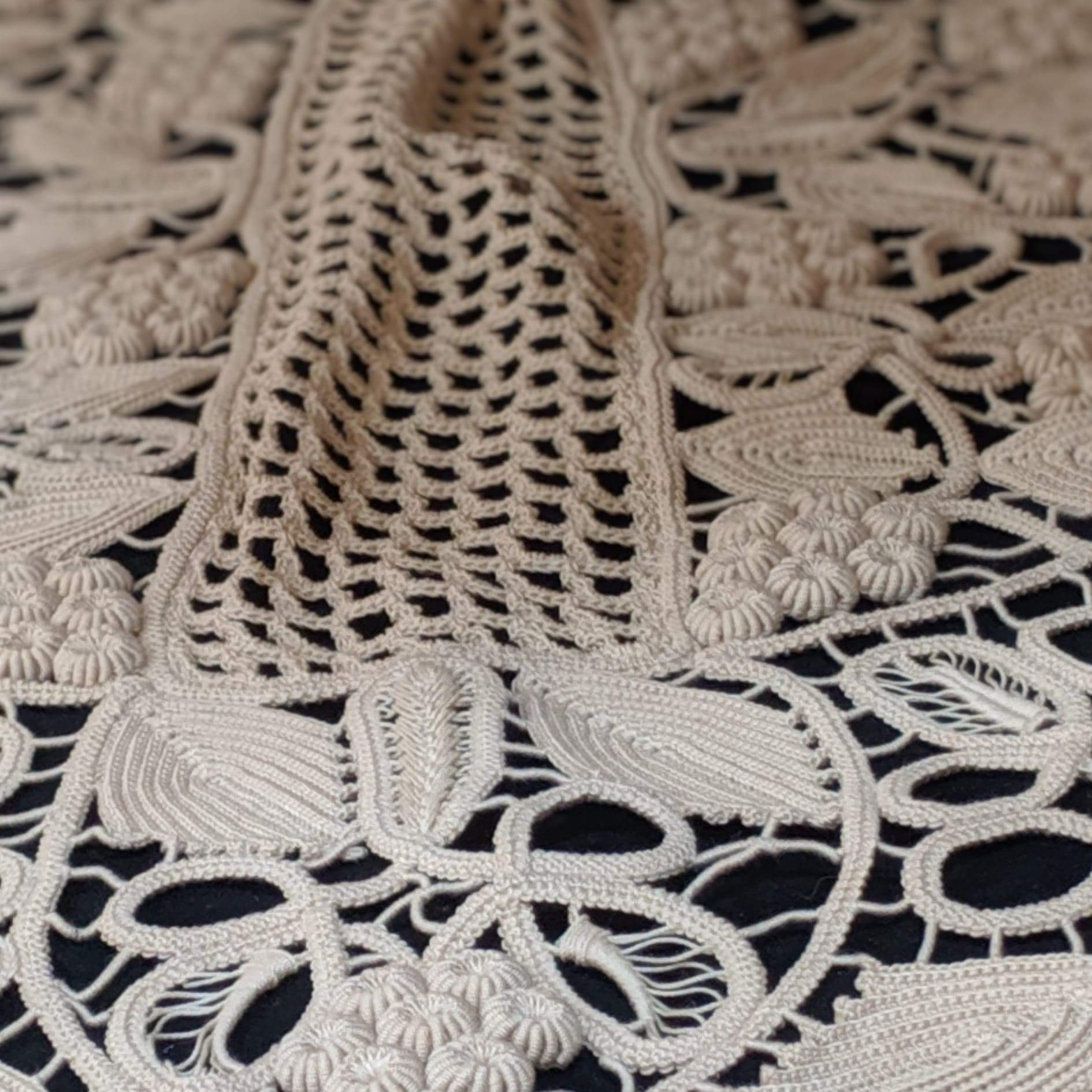
ルーマニアンマクラメ

ルーマニアンマクラメは、東欧ルーマニアに伝わる伝統手芸。天本菜穂子氏が、1996年にルーマニアから帰国後、日本に初めて紹介した。1998年、天本によって「身にまとうアクセサリー」としてのファッションアイテムが日本で誕生した。

## 解説
縫針とかぎ針を使い型布の上で仕上げ、最後に型布を剥がす一切無駄のないエシカルな手法。
縫針による繊細さとかぎ針による立体感、構図やデザインの段階で自由な表現が可能なことが特徴。この手法はルーマニアだけでなくブルガリアなどバルカン地方にも伝えられている。
そもそも手芸の中でも日常生活と関わりの深い編み物はおよそ8000年前から工夫が重ねられてきたと言われている。一方レースの発祥は16世紀ルネッサンス時代のベネチアと言われている。
その両方の要素を併せ持つルーマニアンマクラメで、特筆すべきはかぎ針だけで作るぶどうの実。当地では豊穣の喜び、縁のつながりを象徴するため出来るだけリアルになるよう超絶技巧を用いられている。またバレッタと呼ばれるテクニックでの針によるつなぎ方やリボンの様なラセッタと呼ばれる手法はアイリッシュクロッシェレースなど他のレースにも見られる事から複数の伝統技を合わせた経緯が見受けられる。
主に家庭の主婦たちが道端のベンチに腰を掛けて、ご近所さんとおしゃべりしながら、雪の日には暖炉のそばでお料理の合間に、針を動かす、牧歌的で歴史的な意義と背景を持つレースで部屋を飾る作品を子孫の為に作り続けてきた。
尚、日本においてはニードル刺繍レース、ルーマニアンレース、ルーマニアレースと呼ばれる事もある。 
天本は、1991年にルーマニア文化庁からマエストロ（マイスター）を取得したNiculina Aldoiu（ニクリナ　アルドィウ）氏を日本に招聘し、ルーマニアンマクラメの伝統技法の継承に尽力している。また後継者の指導育成にも力を入れている。 
現在、ルーマニアンマクラメ公認講師として鶴元千春氏・長谷川智絵佳氏の二人が認定されている。